# Pavé de Troisvilles à Inchy
Der Sektor Pavé de Troisvilles à Inchy oder Pavé Jean Stablinski ist ein 2200 Meter langer mit Kopfsteinen gepflasterter Weg, welcher bei Paris–Roubaix als erste Kopfsteinpflastersektor bei Paris–Roubaix von Troisvilles in Richtung Inchy befahren wird.

## Charakteristik
Der Sektor Pavé de Troisvilles à Inchy ist mit Schwierigkeitsstufe drei Sternen ausgezeichnet, welche aufgrund der Länge und Beschaffenheit des Kopfsteinpflasters vergeben wird. Er ist der erste Kopfsteinpflastersektor bei Paris–Roubaix, und deshalb ist es für jede Mannschaft wichtig, die Kapitäne unter den ersten Fahrern durch diesen Sektor zu bringen. Eine Besonderheit ist, dass der Sektor durch die RD643 unterbrochen wird. Der erste Teil bis nach der Querung der RD 643 wird mit einem Gefälle von 2–3 % absolviert. Anschließend steigt der zweite Teil wieder an bis zur Linkskurve in Richtung Inchy. Die letzten paar hundert Meter sind wieder abfallend.

## Geschichte
Die Erstbefahrung war 1987, und bis zur Ausführung 2004 war das Kopfsteinpflaster mittel bis gut. Durch die zunehmende Verschlechterung des Sektors wurden ab 2007 immer wieder Teile des Sektors durch die Les Amis de Paris–Roubaix restauriert, so wie 2007 die letzten Meter des Sektors von Spurrillen befreit und 2016 ca. 40 m² in der Mitte des Sektors erneuert wurde. Kurz nach Beginn des Sektors ist 2008 eine kleine Gedenkstätte für Jean Stablinski errichtet worden, dem zu Ehren der Sektor Pavè Jean Stablinski genannt wird. Auch der Straßenname lautet Rue Jean Stablinski. 2019 wurde nur der erste Teil des Sektors (ca. 900 m, 2 Sterne) befahren und anschließend bei der Kreuzung RD643 in Richtung Le Cateau-Cambrésis abgebogen.

## Bildergalerie

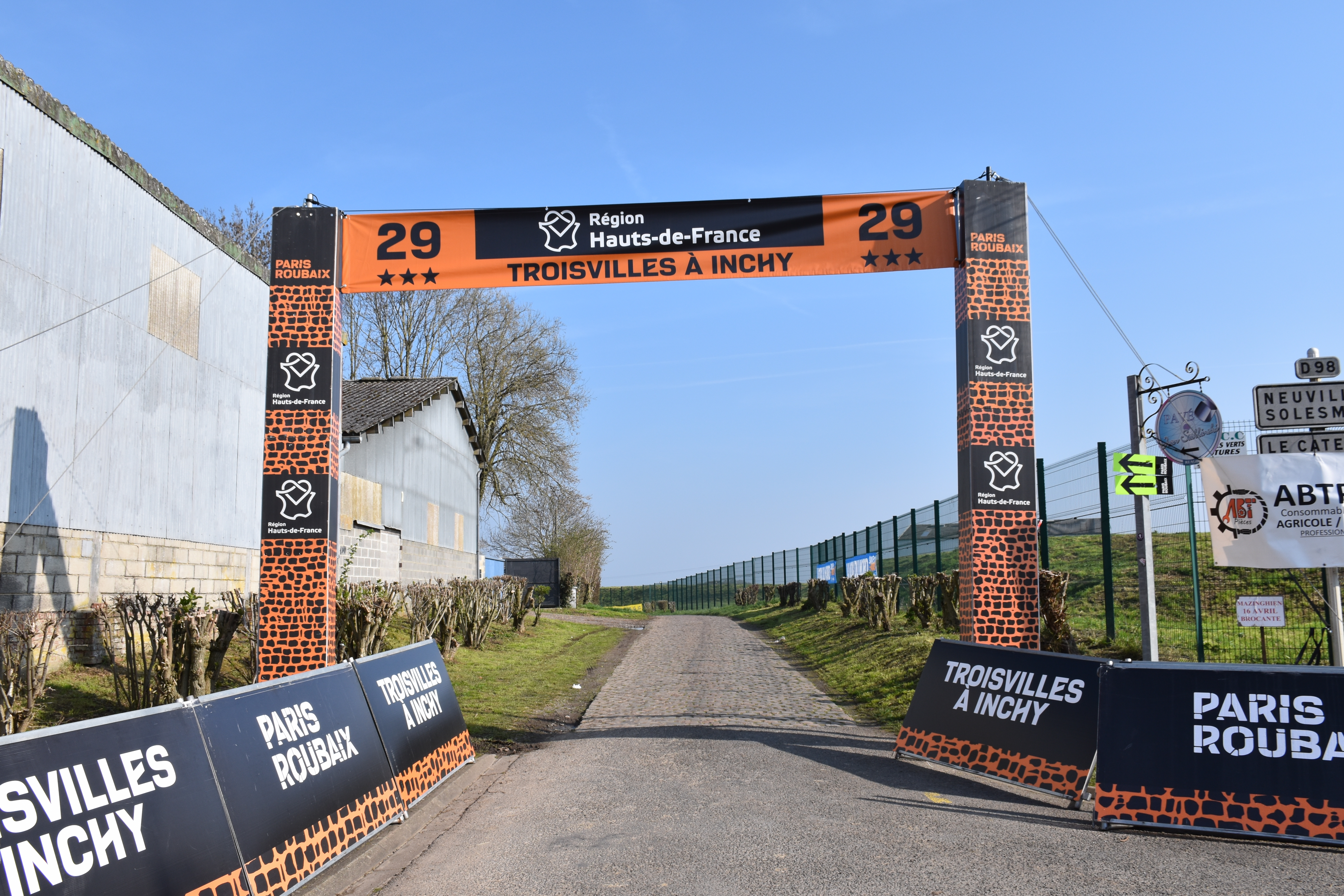
Beginn Sektor Pavé de Troisvilles à Inchy
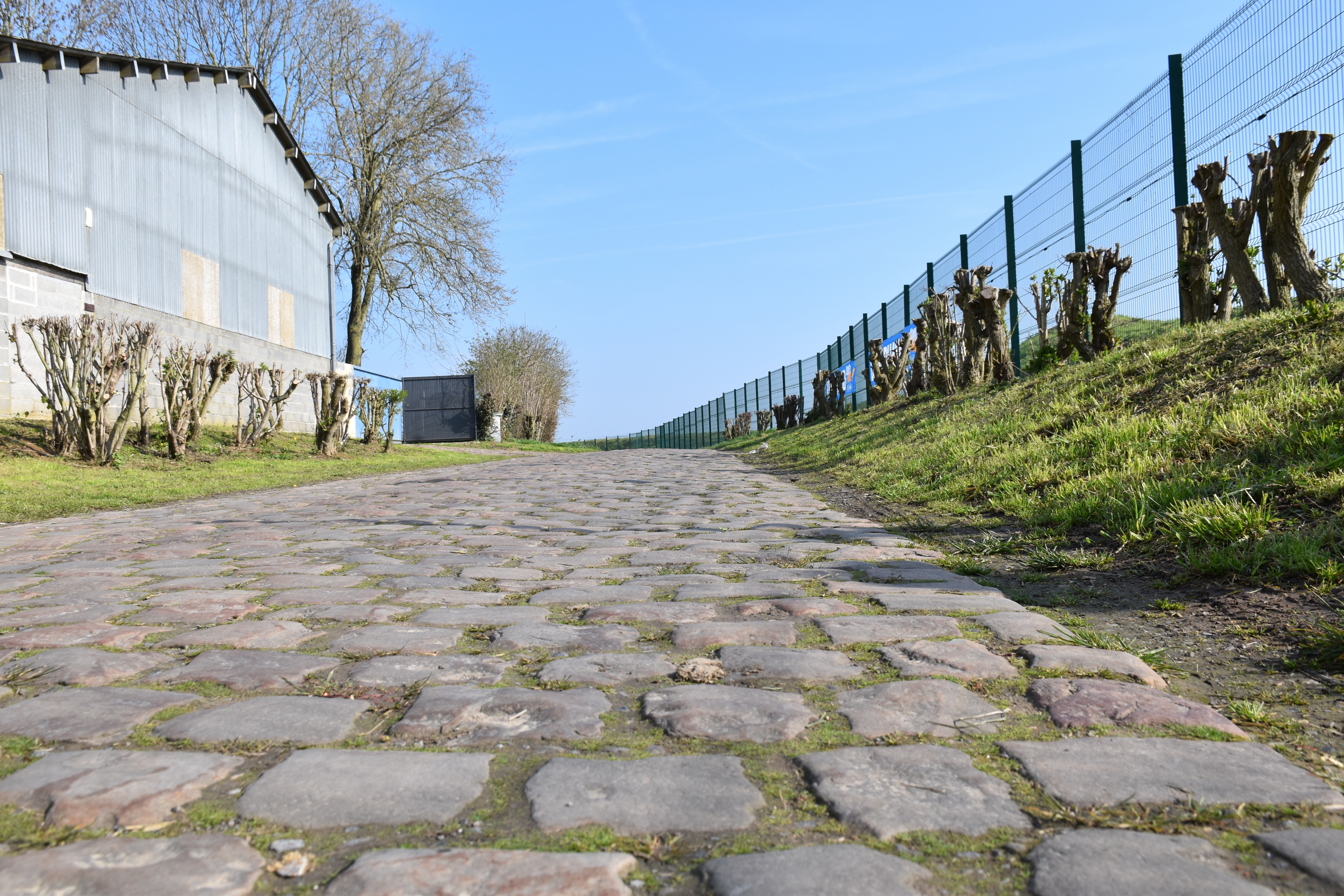
Blick auf das Kopfsteinpflaster beim Beginn des Sektors
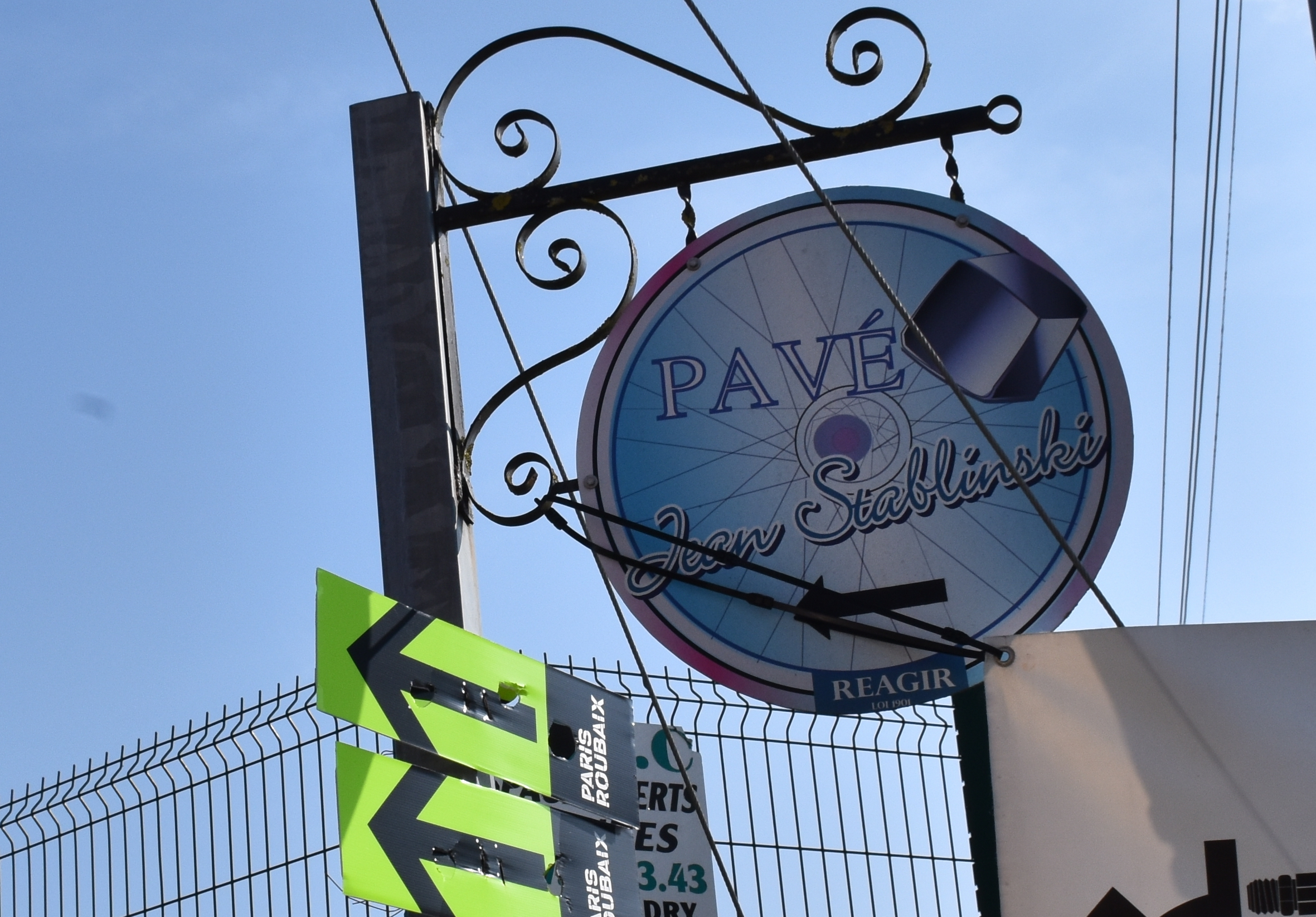
Hinweisschild Pavè Jean Stablinski
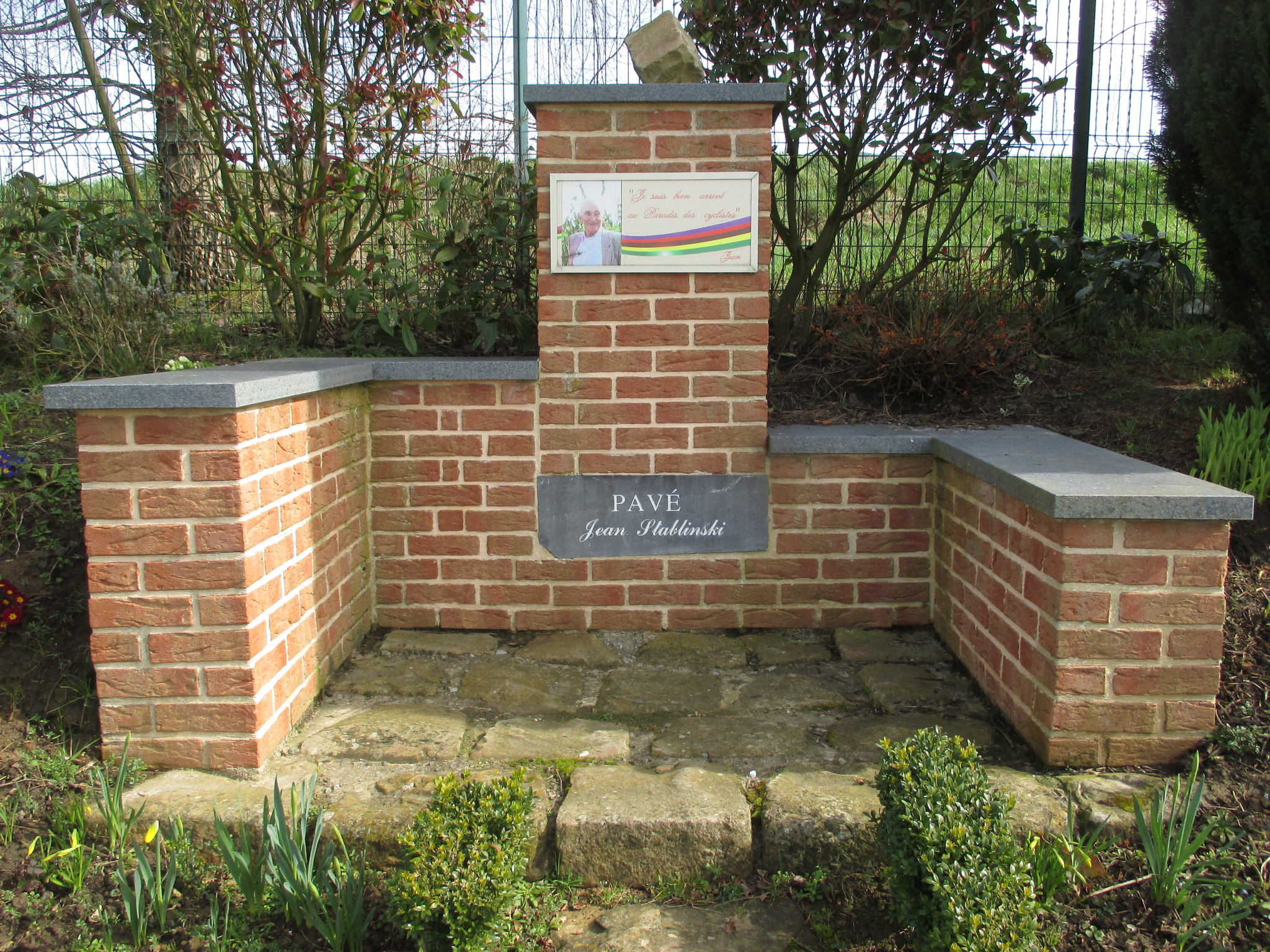
Gedenkstätte Jean Stablinski kurz nach dem Beginn des Sektor Pavé de Troisvilles à Inchy